# Luca Cassol
Luca Cassol (Milano, 25 agosto 1968) è un attore, personaggio televisivo e conduttore radiofonico italiano, celebre per essere stato un inviato di Striscia la notizia dal 2002 al 2013 indossando i panni di Capitan Ventosa nella maggioranza dei servizi registrati per il programma.

## Biografia
Compagno di classe alle scuole medie del noto calciatore del Milan Paolo Maldini, come affermato in una puntata di Striscia la notizia del giugno 2009, Cassol ha a sua volta, per breve tempo, giocato a calcio: conclusi gli studi di ragioneria si trasferì in Australia, dove militò per due anni in una squadra calcistica. Rientrato in Italia si avvicinò al mondo dello spettacolo, divenendo conduttore radiofonico ed interpretando ruoli secondari in alcuni film, tra cui Il testimone dello sposo di Pupi Avati.

### L'esperienza aStriscia la notizia
Già presente dal 2002 col suo vero nome, dal 2003 impersona il supereroe "sturaingiustizie" di Striscia la notizia, Capitan Ventosa, e ricopre tale ruolo fino al 2013, anno in cui lascia il ruolo a Marco Della Noce e successivamente a Fabrizio Fontana. Indossando una tutina gialla e uno sturalavandino in testa, ha realizzato servizi come inviato per il telegiornale satirico trasmesso da Canale 5, nei quali si è occupato di casi di ingiustizie sociali e, insieme a due tecnici vestiti in modo simile a lui, i Ventosa Radio Team, di malfunzionamenti di telecomandi ed apparecchi simili dovuti a disturbi elettrici o in radiofrequenza. Insieme all'inviato Moreno Morello ha condotto 20 puntate di Striscia la domenica, versione festiva condotta dagli inviati del varietà di Antonio Ricci.

## Altre attività
Da dicembre 2014 è tra i protagonisti di Shot Time insieme a Luca Peracino e Andrea Pisani. Da giugno 2017 è conduttore radiofonico sull'emittente privata ticinese "Radio Ticino".
Lo sturalavandini e il caratteristico mantello arancione sono il suo simbolo anche quando è al fianco di Piero Longhi come navigatore in diversi rally.

## Televisione
- Striscia la notizia (Canale 5, 2002-2013)
- Striscia la domenica (Canale 5, 2009-2010)
- Luciano, l'amaro quotidiano (Telenorba, 2015-2016)
- Borotalk (RSI, 2019-2021)

## Radio
- Il calcio sui maccheroni (Radio 101, 1997)
- L'accoppiata (Radio 24, 2000)
- A vostra disposizione (Radio 19, 2005)
- Andiamo a fare la radio (Radio Bruno, 2009)
- I Narvali (Radio Ticino, dal 2017)

## Filmografia

### Cinema
- Stressati, regia di Mauro Cappelloni (1997)
- Il testimone dello sposo, regia di Pupi Avati (1997)
- La spiaggia, regia di Mauro Cappelloni (1999)
- Metronotte, regia di Francesco Calogero (2000)
- Capitan Basilico, regia di Massimo Morini (2008)

### Televisione
- Shot Time - sitcom (2014)